# Mihai Aioani
Marian Mihai Aioani (n. 7 noiembrie 1999, Buftea, România) este un fotbalist român, care joacă pe post de portar la Rapid în SuperLiga României.